# 가스파르 몽주

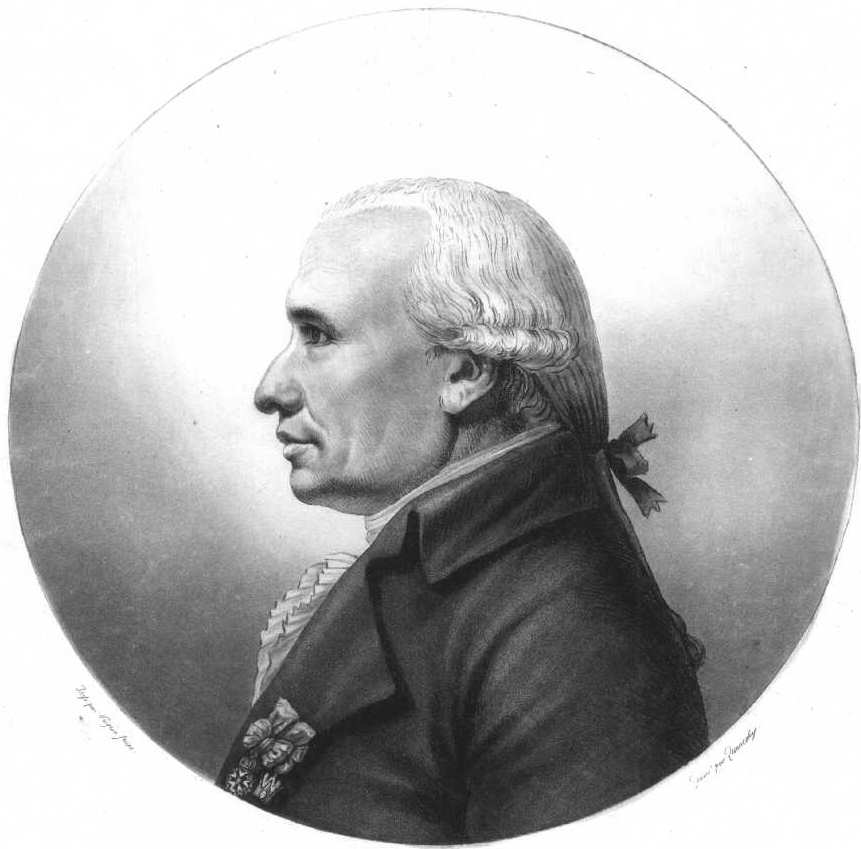
가스파르 몽주

가스파르 몽주(프랑스어: Gaspard Monge, 1746년 5월 9일 ~ 1818년 7월 28일)는 기하화법(제도의 수학적 기초)과 미분기하학의 아버지로 불리는 프랑스 수학자이다.

## 같이 보기
- 몽주 정리